# Commanderie de Gentioux
La commanderie de Gentioux sur la commune de Gentioux-Pigerolles était une commanderie dont l'origine remonte aux templiers à la fin du XIIIe siècle puis hospitalière au XIVe siècle devenue « simple » membre de la commanderie de Charrières jusqu'à la Révolution française.

## Localisation géographique
Il s'agit de Gentioux au sein de la commune de Gentioux-Pigerolles. La carte IGN indiquant le lieu-dit « Arluguet » comme emplacement supposé de la commanderie. Ne pas confondre avec l'église Sainte-Madeleine de Pallier, trois kilomètres à l'est et membre de cette commanderie, ni avec Pigerolles encore plus à l'est où se trouve l'église de l'Invention des Reliques de Saint-Étienne qui elle dépendait des moines du prieuré de Port-Dieu.

## Histoire

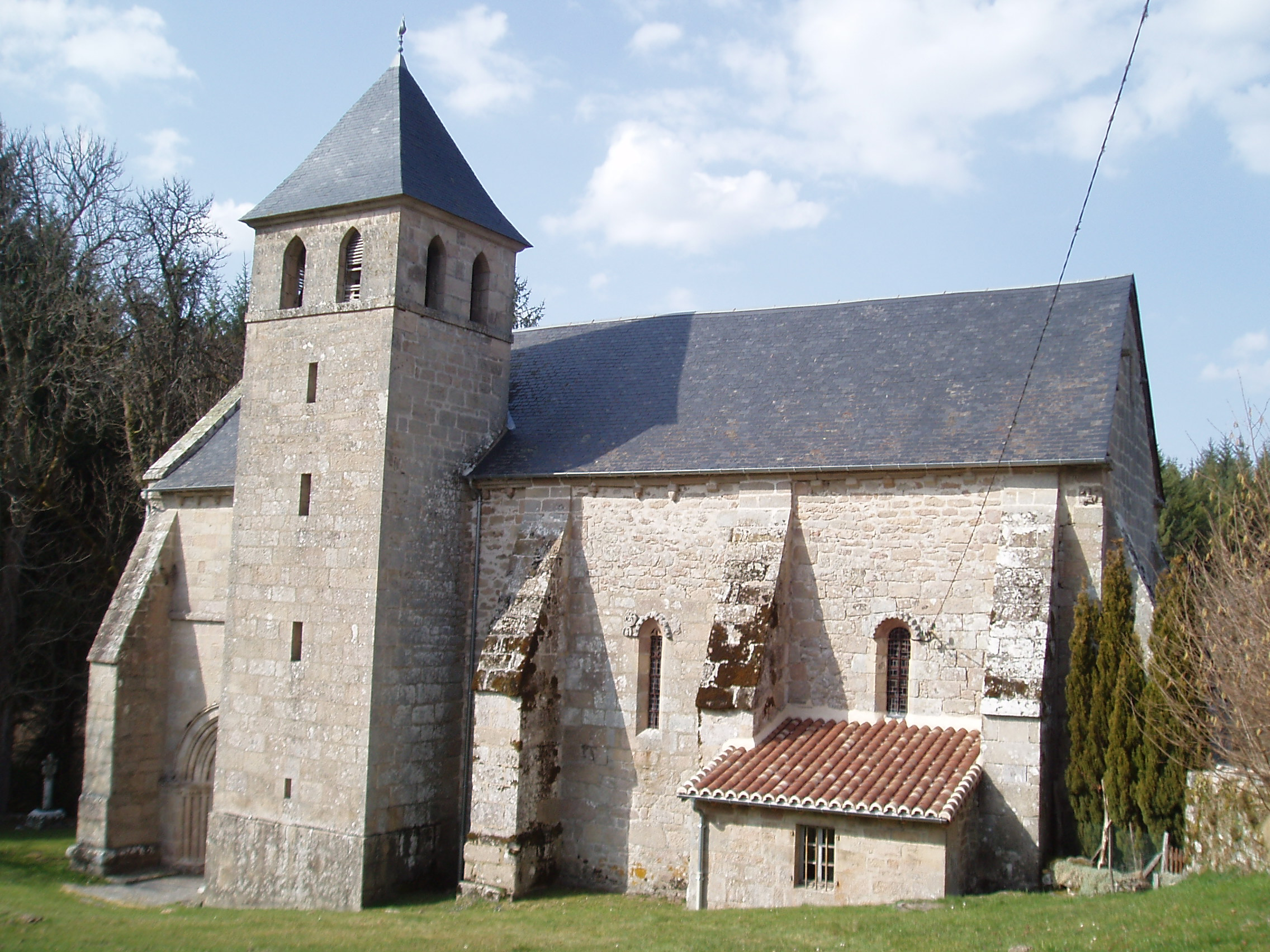
Église Saint-Martial de Gentioux-Pigerolles

Gentioux fut le chef-lieu d'une commanderie pendant la période templière et le début de la période hospitalière. Tout au moins jusqu'à l'incendie de l'église Saint-Martial en 1357. Peu avant le procès de l'ordre du Temple, il semblerait que les templiers voulurent accroître l'importance de ce lieu puisqu'ils désignèrent un chevalier comme précepteur. L'église Saint-Martial dont l'origine remonte au XIIIe siècle également fut reconstruite une première fois en 1425 et dépendait alors de la commanderie de Charrières.
| Commandeur             | Période |
| ---------------------- | ------- |
| Commandeur templier    |         |
| Pierre de Conders      | 1307    |
| Commandeur hospitalier |         |
| Guillaume Rozergue     | ?       |

## Source
- Société des sciences naturelles et archéologiques de la Creuse, Mémoires de la Société des sciences naturelles et archéologiques de la Creuse, vol. 35, Le Cante, 1963 (présentation en ligne), p. 677-692
- Charles-Jean-Melchior de Vogüé, Revue de l'Orient latin, vol. VII., Paris, Ernest Leroux, 1899 (réimpr. 1964) (ISSN 2017-716X, lire en ligne)